# Коа
Также есть статья Акация коа.
Коа (порт. Rio Côa) — река на северо-востоке Португалии, левый приток реки Дору. Начинается на границе с Испанией. Длина — 140 км. Одна из немногих рек Португалии, которая течёт с юга на север. Бассейн реки заселён слабо. На реке расположен город Вила-Нова-ди-Фош-Коа. Высота истока — 1256 м над уровнем моря.
В 1992 году в долине реки Коа были открыты наскальные изображения, относящиеся к периоду от палеолита до неолита. В 1998 году Археологический парк долины Коа был включён в список Всемирного наследия ЮНЕСКО. В 2021 году было обнаружено около двадцати новых рисунков животных, в том числе крупнейшие в мире изображения быков — 3,5 м высотой.